# Dave Plummer
David William „Dave“ Plummer (* 9. August 1968 in Regina, Kanada) ist ein kanadisch-US-amerikanischer Softwareentwickler und Unternehmer. Er ist der Erfinder des Windows-Taskmanagers, der Zip-Datei-Unterstützung unter Windows (VisualZIP), des Windows-Formatierungsprogramms sowie HyperCache für Amiga-Computer und portierte das Computerspiel Space Cadet Pinball für Microsoft Windows NT. Zudem hält er sechs Patente für Software und den Welt-Highscore für das Computerspiel Tempest.

## Ausbildung
Plummer besuchte die Miller High School, beendete jedoch zunächst sein Abschlussjahr nicht. Bereits im Jugendalter entwickelte er mehrere Videospiele für den Commodore 64, unter anderem Tour de Force. Nachdem Plummer mehrere Jahre als Programmierer für Videospiele gearbeitet hatte, kehrte er zurück zur High School und holte dort im Alter von 21 Jahren seinen Abschluss nach. Im Anschluss studierte er Informatik an der University of Regina. 1994 beendete er sein Studium mit einem Bachelorabschluss.

## Karriere
1993 zog Plummer nach Redmond, um für Microsoft zu arbeiten. Zunächst war er Praktikant in der MS-DOS-Abteilung von Ben Slivka. Nach seinem Praktikum erhielt er ein Angebot auf eine Vollzeitstelle, das er annahm.
Plummer entwickelte das visuelle Zip-Programm VisualZIP für den Windows-Explorer unter Windows 95. Die Software verkaufte er zunächst direkt an Endnutzer. Später verkaufte er VisualZIP an seinen Arbeitgeber Microsoft. Durch Microsoft wurde VisualZIP in den Explorer ab Microsoft Plus 95 (ein Erweiterungspaket für Windows 95) fest in das Betriebssystem integriert.
Plummer verließ 2003 Microsoft und konzentrierte sich auf sein Unternehmen SoftwareOnline LLC, das er 1993 gründete.

## Kontroversen
Gegen die von Plummer geführte SoftwareOnline LLC wurde 2006 Anklage wegen Verstoßes gegen das Verbraucherschutzgesetz erhoben. Im Fokus der Anklage standen die Software Registry Cleaner und InternetShield. Für beide Programme gab es kostenlose Testversionen, die im Verdacht standen, illegale Werbung nach Ablauf der Testversion auf den Kundengeräten angezeigt zu haben. Das Programm InternetShield war eine Browserschutzsoftware. Diese sollte über 2000 von Plummer als gefährlich kategorisierte Webseiten blockieren. Die Testversion soll jedoch immer eine Gefahr erkannt haben, auch wenn die Domains durch die Hostdatei bereits gesperrt waren. Nur wenn InternetShield auf dem Betriebssystem installiert war, wurde keine Gefahr mehr erkannt.
Das Verfahren wurde auf Grund eines Vergleichs beendet. SoftwareOnline LLC musste 400.000 US-Dollar an zivilrechtlichen Strafen und die Anwaltskosten in Höhe von 40.000 Dollar übernehmen. Im Weiteren musste SoftwareOnline LLC den klagenden Konsumenten eine Rückerstattung gewähren.

## Liste von entwickelter Software

### Bestandteile des Windows-Betriebssystems
- VisualZIP[4]
- Windows-Taskmanager[1][2][3]
- Windows-Formatierungsprogramm[6]
- Windows-Produktaktivierung[20]

### Weitere Software für Windows
- Registry Cleaner[4]
- ClipTrakker[4]
- MemTurbo[4]
- ArmorIE[4]
- InternetShield[18]

### Software für Amiga-Computer
- HyperCache[4]
- Tour de Force[13][12]

### Software für Mikrocontroller
- NightDriverStrip (für ESP32)[21]
- SmartMatrix Library (für Teensy 3, Teensy 4, and ESP32)[22]

## Publikationen
Secrets of the Autistic Millionaire